# Preimot
De preimot (Acrolepiopsis assectella), is een vlinder uit de familie van de koolmotten (Plutellidae). De spanwijdte bedraagt ongeveer 12 millimeter. De soort overwintert als imago. De soort komt verspreid over Europa en Siberië voor en heeft als exoot Noord-Amerika bereikt.

## Waardplanten

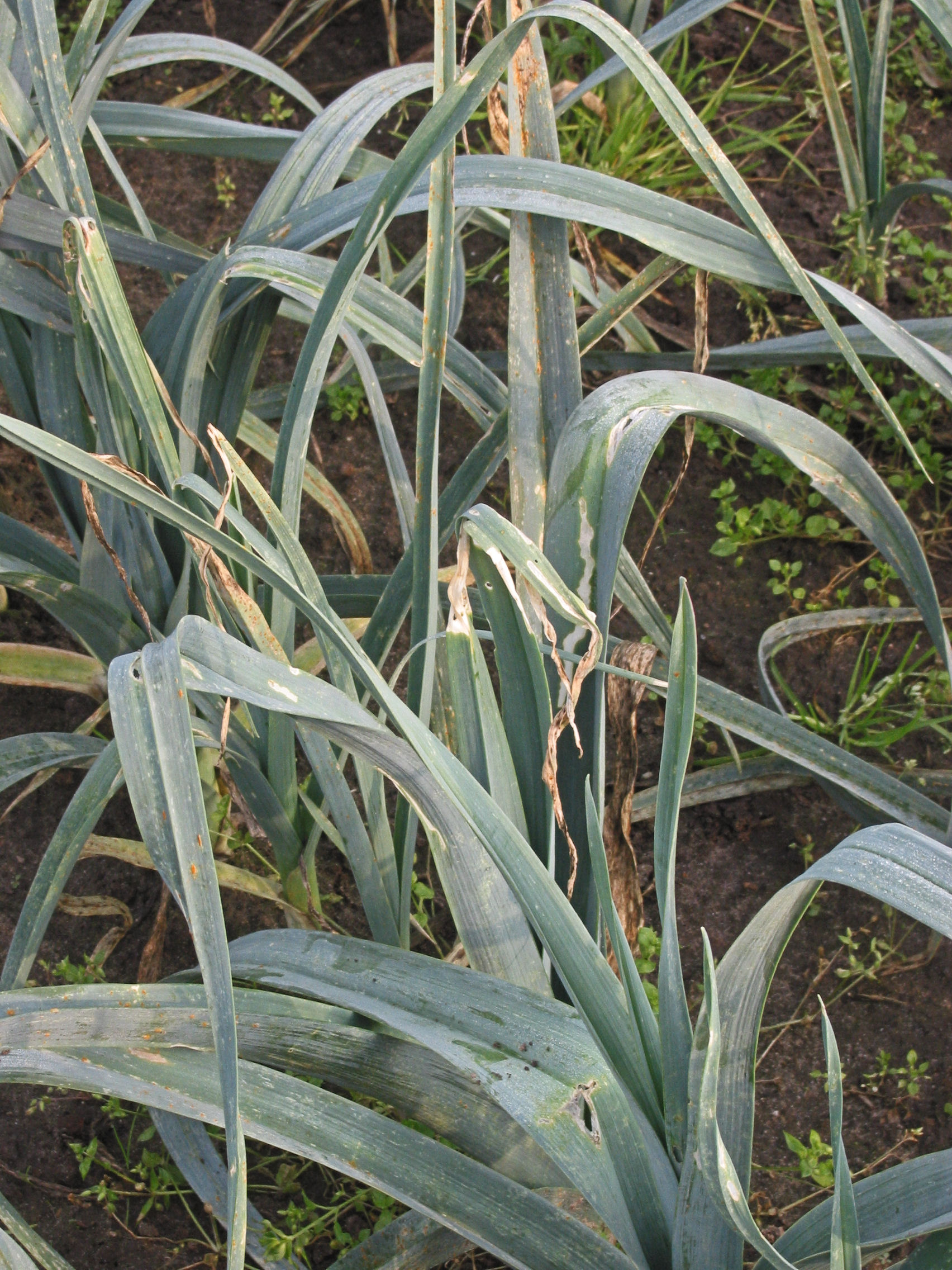
Aantasting op prei

De preimot heeft look-soorten, zoals ui, prei en sjalot als waardplanten. De soort kan zich tot plaaginsect ontwikkelen.

## Voorkomen in Nederland en België
De preimot is in Nederland en in België een niet zo algemene soort. De soort kent twee generaties die vliegen van juni tot augustus en van oktober tot maart.